# Kálló Gergely
Kálló Gergely (1985. január 9.–) magyar politikus; 2020-tól 2022-ig a Jobbik Magyarországért Mozgalom országgyűlési képviselője.

## Családja
Szülei az egészségügyben dolgoztak. Édesapja orvos volt, édesanyja nővér. Nagypapája részt vett az 1956-os forradalomban a forradalmárok oldalán.

## Életrajz

### Tanulmányai
A Károli Gáspár Református Egyetemen volt joghallgató. Diplomát nem szerzett.

### Politikai pályafutása
A 2006-os önkormányzati választásokon a Magyar Igazság és Élet Pártja jelöltjeként indult Budapest I. kerületében a 9. választókerületben önkormányzati képviselői pozícióért.
2008-ban csatlakozott a Jobbik Magyarországért Mozgalomba, ahol idővel a párt XI. kerületi választókerületének elnöke lett, illetve a Jobbik Ifjúsági Tagozatának alelnöki pozícióját is betöltötte. Mindeközben Kálló Gergely a Betyársereggel is kapcsolatban állt.
A 2014-es önkormányzati választásokon a XI. kerületben a 14. számú választókerületben indult a Jobbik jelöltjeként.
2011 óta az Országgyűlés munkatársa. Pintér Tamás mellett dolgozott 2016 óta.
2019. október 13-án Pintér Tamás országgyűlési képviselőt megválasztották Dunaújváros polgármesterének. A Fejér megyei 4. számú országgyűlési egyéni választókerület képviselőjeként került a parlamentbe. A képviselői és a polgármesteri mandátum összeférhetetlensége miatt a választókerületben időközi választást kellett kiírni, amin Kálló Gergely indult. A választás 2020. február 16-án történt. Az országgyűlési választást Kálló Gergely nyerte, ezzel mandátumot szerzett.
A 2021-es magyarországi ellenzéki előválasztáson Kálló Gergely ugyancsak a dunaújvárosi választókerületben indult és győzött az MSZP és a Mindenki Magyarországa Mozgalom támogatásával.